# Alpin skidåkning vid olympiska vinterspelen 1976

## Medaljtabell
| Pl. | Nation        | Guld | Silver | Brons | Totalt |
| --- | ------------- | ---- | ------ | ----- | ------ |
| 1   | Västtyskland  | 2    | 1      | 0     | 3      |
| 2   | Italien       | 1    | 2      | 1     | 4      |
| 3   | Schweiz       | 1    | 2      | 0     | 3      |
| 4   | Österrike     | 1    | 1      | 0     | 2      |
| 5   | Kanada        | 1    | 0      | 0     | 1      |
| 6   | Liechtenstein | 0    | 0      | 2     | 2      |
| 7   | Frankrike     | 0    | 0      | 1     | 1      |
| 7   | Sverige       | 0    | 0      | 1     | 1      |
| 7   | USA           | 0    | 0      | 1     | 1      |

## Resultat

### Herrar
| Gren                   | Guld                    | Guld    | Silver                 | Silver  | Brons                        | Brons   |
| Störtlopp Detaljer...  | Franz Klammer Österrike | 1:45,73 | Bernhard Russi Schweiz | 1:46,06 | Herbert Plank Italien        | 1:46,59 |
| Storslalom Detaljer... | Heini Hemmi Schweiz     | 3:26,97 | Ernst Good Schweiz     | 3:27,17 | Ingemar Stenmark Sverige     | 3:27,41 |
| Slalom Detaljer...     | Piero Gros Italien      | 2:03,29 | Gustavo Thöni Italien  | 2:03,73 | Willi Frommelt Liechtenstein | 2:04,28 |

### Damer
| Gren                   | Guld                          | Guld    | Silver                        | Silver  | Brons                       | Brons   |
| Störtlopp Detaljer...  | Rosi Mittermaier Västtyskland | 1:46,16 | Brigitte Totschnig Österrike  | 1:46,68 | Cindy Nelson USA            | 1:47,50 |
| Storslalom Detaljer... | Kathy Kreiner Kanada          | 1:29,13 | Rosi Mittermaier Västtyskland | 1:29,25 | Danièle Debernard Frankrike | 1:29,95 |
| Slalom Detaljer...     | Rosi Mittermaier Västtyskland | 1:30,54 | Claudia Giordani Italien      | 1:30,87 | Hanni Wenzel Liechtenstein  | 1:32,20 |

## Herrar

### Slalom
| Medalj | Namn           | Nation        |
| Guld   | Piero Gros     | Italien       |
| Silver | Gustavo Thöni  | Italien       |
| Brons  | Willi Frommelt | Liechtenstein |

### Storslalom
| Medalj | Namn             | Nation  |
| Guld   | Heini Hemmi      | Schweiz |
| Silver | Ernst Good       | Schweiz |
| Brons  | Ingemar Stenmark | Sverige |

### Störtlopp
| Medalj | Namn           | Nation    |
| Guld   | Franz Klammer  | Österrike |
| Silver | Bernhard Russi | Schweiz   |
| Brons  | Herbert Plank  | Italien   |

### Alpin kombination
| Medalj | Namn           | Nation        |
| Guld   | Gustavo Thöni  | Italien       |
| Silver | Willi Frommelt | Liechtenstein |
| Brons  | Greg Jones     | USA           |

För den alpina kombinationen utdelades inga olympiska medaljer utan endast världsmästerskapsmedaljer.

## Damer

### Slalom
| Medalj | Namn             | Nation        |
| Guld   | Rosi Mittermaier | Västtyskland  |
| Silver | Claudia Giordani | Italien       |
| Brons  | Hanni Wenzel     | Liechtenstein |

### Storslalom
| Medalj | Namn               | Nation       |
| Guld   | Kathy Kreiner      | Kanada       |
| Silver | Rosi Mittermaier   | Västtyskland |
| Brons  | Danielle Debernard | Frankrike    |

### Störtlopp
| Medalj | Namn               | Nation       |
| Guld   | Rosi Mittermaier   | Västtyskland |
| Silver | Brigitte Totschnig | Österrike    |
| Brons  | Cindy Nelson       | USA          |

### Alpin kombination
| Medalj | Namn               | Nation        |
| Guld   | Rosi Mittermaier   | Västtyskland  |
| Silver | Danielle Debernard | Frankrike     |
| Brons  | Hanni Wenzel       | Liechtenstein |

För den alpina kombinationen utdelades inga olympiska medaljer utan endast världsmästerskapsmedaljer.